# Aphrodisium tricoloripes
Aphrodisium tricoloripes es una especie de escarabajo longicornio del género Aphrodisium, tribu Callichromatini. Fue descrita científicamente por Pic en 1925.
Se distribuye por China, India, Birmania, Nepal y Vietnam. Mide 32-45 milímetros de longitud. El período de vuelo ocurre en los meses de julio, agosto y septiembre.